# Homosexualité dans la Grèce antique
Les preuves de l'homosexualité dans la Grèce antique sont nombreuses. Cette civilisation est souvent citée comme un modèle de tolérance pour l'homosexualité en général. Cependant, un examen détaillé des sources offre une image plus nuancée.

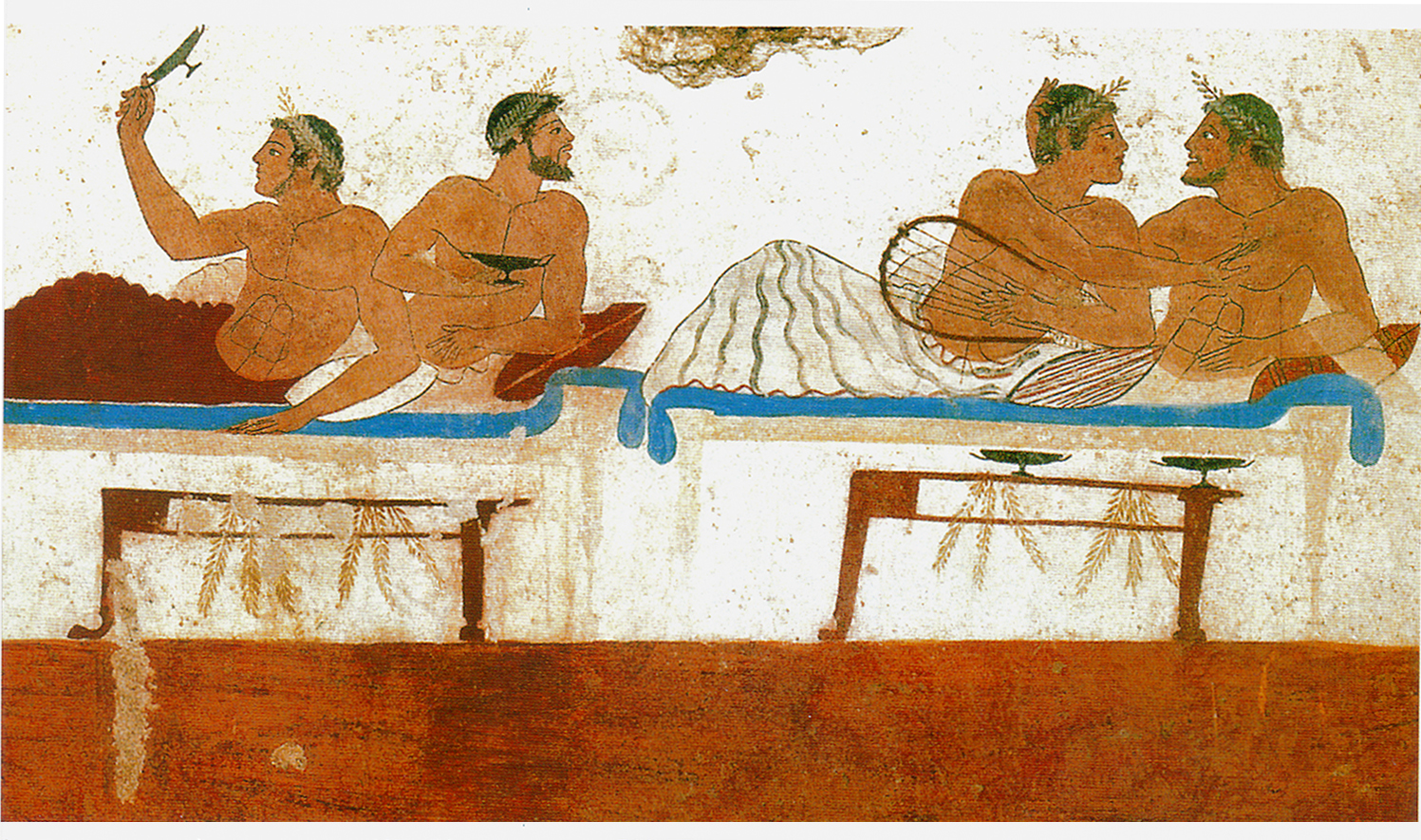
Scène amoureuse lors d'un symposion sur une fresque du tombeau du Plongeur, à Poséidonia, vers 480-470 av. J.-C.

La place accordée à l'homosexualité était différente d'une cité à l'autre. La pédérastie et l'amour entre garçons étaient socialement acceptés et parfois même encouragés. Cependant, les relations homosexuelles entre partenaires de même position et de même âge étaient apparemment considérées comme indésirables dans certaines cités grecques, notamment celles sous influence athénienne, mais au moins tolérées.

## Avant-propos
Il est important de garder à l'esprit que, dans la Grèce antique, les hommes ne se définissaient pas selon une certaine orientation sexuelle. En effet, les concepts d'hétérosexualité, d'homosexualité et de bisexualité sont des notions modernes, qui n'existaient pas du temps de l'Antiquité.
Il n'existe ainsi pas deux types de désirs, l'un homosexuel et l'autre hétérosexuel ; seule importait l'attraction envers une « belle » personne, quel que soit son sexe. Un homme peut s'enticher à la fois d'une belle femme et d'un adolescent. Ainsi Michel Foucault estime-il dans L'Usage des plaisirs que dans le cadre grec antique, c'est l'appétit naturel envers de « belles » personnes qui conduit à s'enamourer de quelqu'un, que ce soit un homme ou une femme. C'est pour cela que Foucault lui-même use du terme « bisexualité » dans le cadre de son étude de la sexualité masculine grecque antique.
Les Grecs anciens ne connaissaient non seulement pas la séparation entre comportement hétérosexuel et homosexuel, mais ne l'auraient probablement jamais comprise.
Les sources sur l'homosexualité masculine sont relativement riches (contrairement à l'homosexualité féminine, qui n'apparaît que dans quelques textes lyriques et en relation avec la situation à Sparte). Il existe de nombreuses œuvres littéraires qui traitent du sujet, ainsi que des documents et des représentations picturales de l'amour homosexuel. De nombreux poèmes sur le sujet ont aussi été composés. Le thème est abordé dans les comédies attiques ou encore par Platon. Le discours d'Eschine contre Timarque est un témoignage important de la vision négative de la passivité, et enfin il existe de nombreux poèmes hellénistiques. Le thème est aussi abordé dans les mythes et la littérature.
Les sources sont géographiquement inégalement réparties. En ce qui concerne l'époque classique, l'intégralité des sources provient d'Athènes. Pour les autres périodes, elles proviennent de toutes les parties du monde grec.

## La pédérastie
La pédérastie consiste en une relation amoureuse entre un homme adulte et un jeune homme généralement âgé de douze à dix-huit ans. Le plus âgé dans cette relation était l'éraste (εραστης), alors que le plus jeune était appelé l'éromène (ερωμενος). Ces relations ont avant tout un rôle éducatif : l'homme plus âgé se doit de consacrer ses efforts à la formation du jeune homme, pour en faire un citoyen digne de ce nom. En retour, celui-ci doit s'offrir à son amant.
L'amant est légèrement plus âgé que l'aimé ; l'homme le plus âgé dans la relation ayant généralement entre 20 et 30 ans. À Athènes, l'éraste ne s'engageait pas dans la pédérastie passé 40 ans. De puissants liens entre l'amant et l'aimé pouvaient durer toute la vie, même si les relations sexuelles étaient dans ce cas désapprouvées. La relation s'achevait à l'apparition des premiers poils de barbe de l'aimé. Toutefois, l'expression des relations de types pédérastiques dans l'Antiquité grecque comporte également une part de rhétorique.

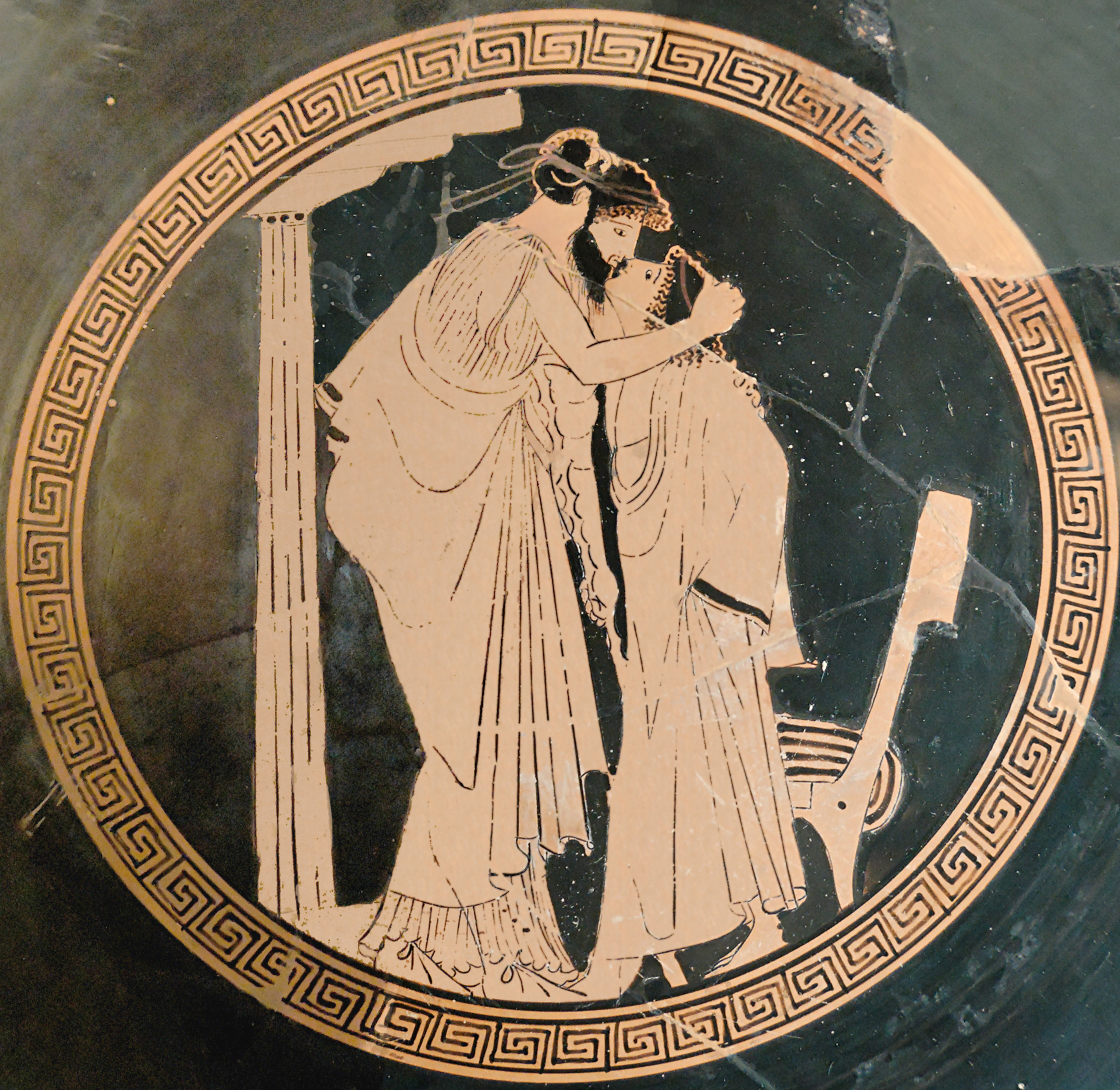
Éraste et éromène, coupe attique à figures rouges,, musée du Louvre.

Ce modèle a existé durant toute l'histoire de la Grèce antique, des âges obscurs à l'époque hellénistique, et même au temps de l'Empire romain.

## Homosexualité masculine

### Athènes
Les relations pédérastiques entre un garçon en pleine puberté et un homme plus âgé étaient considérées comme socialement légitimes aux époques archaïque et classique à Athènes et sont devenues ainsi partiellement financées,. Il existe de nombreux poèmes traitant de ces relations. Des représentations de céramiques montrent l'acte sexuel, mais aussi le partenaire plus âgé offrant des cadeaux au plus jeune. En revanche, les relations homosexuelles entre hommes adultes dotés de la citoyenneté étaient socialement mal vues à partir de l'époque classique et étaient considérées comme "déshonorantes" pour les hommes concernés". Cependant, ils ne semblent pas avoir été poursuivis.
Les citoyens athéniens qui se comportaient sexuellement passivement étaient désigné en tant que kinaidoi,  ce qui renvoie la passivité sexuelle des citoyens sous une forme négative, à savoir au sens des adjectifs « efféminé », « honteux » et/ou « éhonté ». Contre Timarque, le premier discours d'Eschine, est un document particulièrement important sur l'amour homosexuel entre hommes. Timarque y est accusé de s'être prostitué quand il était jeune. Cela signifie qu'il jouait principalement le rôle passif dans les relations. Le fait qu'il ait été accusé de cela démontre la vision négative de la passivité sexuelle chez les citoyens qui avaient atteint l'âge adulte. Il n'était pas permis pour un citoyen athénien de se livrer à la prostitution. En revanche, il était tout à fait possible pour les étrangers et les esclaves d'assumer le rôle de passif dans un rapport homosexuel, puisqu'ils n'étaient pas concernés par l'idée d'honneur associée à la citoyenneté athénienne. Il n'est donc pas surprenant que la plupart des hommes prostitués à Athènes aient été des étrangers ou des esclaves. Par analogie avec la réglementation légale des exigences imposées aux citoyens adultes d'Athènes, il était interdit aux métèques prostitués d'occuper des fonctions et de parler au conseil ou à l'Ecclésia. Idéalement, l'homme le plus âgé devait jouer le rôle de l'actif, et le plus jeune celui du passif.
Thomas K. Hubbard précise que des sources datant de l'époque de la démocratie athénienne (notamment après 462 av. J.-C.) témoignent de la volonté de présenter la pédérastie traditionnelle de manière négative en la présentant comme une pratique aristocratique conduisant à la corruption des jeunes.
Afin de préserver l'honneur de la partie plus jeune dans les relations sexuelles entre hommes citoyens, les relations anales étaient au moins officiellement évitées et le coït intercrural était préféré. Le fait que cela ne corresponde pas nécessairement à la réalité peut être constaté à partir de diverses sources. Ainsi, dans la céramique se reproduit surtout le coït intercrural, tandis que dans les comédies, les rapports anaux sont abordés, mais parfois d'une manière qui vise à exposer les personnages dépeints en termes d'éthique sexuelle. De plus, Hubbard souligne que les relations amoureuses entre personnes de même sexe semblent avoir été tolérées même lorsque les partenaires impliqués étaient des éphèbes pubères ou des adolescents du même âge, c'est-à-dire dans la relation desquels l'"écart d'âge" par ailleurs si important entre les partenaires n'a apparemment joué aucun rôle. Dans le cas des amours entre jeunes hommes, il semble y avoir eu une plus grande tolérance que ce n'était le cas avec les citoyens libres de la polis qui avaient dépassé l'adolescence.

### Sparte
À Sparte, la situation était différente. En effet, les sources attestent d'une acceptation générale des relations homosexuelles, y compris entre hommes du même âge. La pédérastie était souvent pratiquée en parallèle.
Selon l'historien allemand Wolfgang Schuler, les relations homosexuelles étaient "constitutives des sociétés spartiate et crétoise".
Dans la Constitution des Lacédémoniens, Xénophon dépeint les relations pédérastiques comme une forme d'éducation souhaitée et même exigée par la cité, qui était même inscrite dans la loi. Cela offrait un soutien quasi religieux. En étant inscrite dans la loi, elle a été mise sous des formes réglementées et ancrée dans la société. Comme dans les autres cités grecques, l'éraste avait un rôle d'éducateur pour le plus jeune. En conséquence, des exigences élevées lui étaient imposées. Il devait être courageux, intelligent, capable et un citoyen honorable avec un style de vie impeccable, sinon il n'était pas sélectionné. Le garçon devait se distinguer par le courage et la bravoure. Il était considéré comme une grande honte de ne pas avoir un éraste ou un éromène, car cela signifiait ne pas être honorable. Un autre aspect de ces relations était l'idée qu'un éraste ou un éromène ne voulait pas avoir honte de son partenaire et ne se permettait donc aucun faux pas.

### Thèbes
Le Bataillon sacré de Thèbes, créé en 378 av. J.-C. par Épaminondas ou Gorgidas, était un corps d'élite de l'armée thébaine qui avait la particularité d'être composé de 150 couples d'amants. Il joua un rôle important dans la victoire de Thèbes à la bataille de Leuctres contre Sparte, en 371 av. J.-C.. Il sera détruit par l'armée macédonienne à la bataille de Chéronée, en 338 av. J.-C., où 254 hommes sur les 300 qui formaient le bataillon périrent. Une sépulture collective fut érigée sur les lieux de la bataille. Celle-ci était surmontée d'une statue de lion, le Lion de Chéronée.

### Autres cités
À Corinthe et en Crète, la situation semble similaire à celle de Sparte, c'est-à-dire une acceptation générale des relations homosexuelles.
Des vases représentant un homme mûr pénétré par un plus jeune ont été retrouvés. Cette vision de l'homosexualité masculine différait donc de celle de l'Athènes de l'époque classique.

### Royaume de Macédoine
Les relations homosexuelles étaient courantes dans le royaume de Macédoine et socialement acceptées. La pédérastie y était aussi pratiquée et les relations sexuelles entre hommes libres étaient valorisées.
Des parties de la noblesse macédonienne étaient regroupées autour du roi ou des princes tribaux sous la forme de partisans organisés par des «unions masculines». C'était un élément structurel essentiel de la constitution militaire macédonienne depuis le Ve siècle av. J.-C.
On prête souvent au roi Philippe II de Macédoine, en plus de ses relations avec des femmes, des relations sexuelles avec des hommes, notamment avec ses courtisans et à Alexandre le Grand, avec son général Héphaistion, ainsi qu'avec le courtisan perse Bagoas,. La majorité des historiens considèrent comme plausibles le fait qu'Alexandre ait pu entretenir des relations intimes avec ces deux personnages historiques,,,,,.
En revanche, la prostitution homosexuelle, la promiscuité extrême, ainsi que le viol homosexuel, ont été rejetés en termes d'éthique sexuelle et considérés comme diffamatoires pour les personnes concernées.

### Dans les mythes
Les mythes dépeignent bon nombre de personnages ayant des relations homosexuelles, notamment des dieux. C'est par exemple le cas de Zeus, qui a séduit le mortel Ganymède, de Poséidon, qui s'est engagé dans des relations homosexuelles avec Pélops ou encore d'Apollon , qui a séduit de nombreuses femmes, dont Coronis (ainsi naquit Asclépios), mais s'est aussi engagé dans des relations avec des jeunes hommes, notamment Hyacinthe et Cyparisse.
Bon nombre de héros grecs ont aussi eu des relations homosexuelles. Théocrite, dans ses Idylles, relate le désespoir d'Héraclès, ayant perdu son amant Hylas, kidnappé par des nymphes, séduites par sa beauté. Ce mythe est d'ailleurs utilisé par Théocrite pour consoler Nicias du départ de son aimé, en cherchant à le convaincre qu'il est naturel pour un jeune homme de rechercher à un moment donné l'amour des femmes, si Héraclès s'était résigné à perdre son Hylas, Nicias pouvait lui aussi faire de même avec son aimé. Achille et Patrocle jouent un rôle important dans l'Iliade. Bien qu'il ne soit pas explicitement indiqué dans le récit que la relation entre les deux était de nature sexuelle, ils étaient liés par un lien émotionnel profond. Une tradition fait d'eux des amants. Platon fut le premier à les qualifier comme tels dans son dialogue Le Banquet. Dans la poésie homérique, ils sont présentés comme des égaux. Cependant, d'autres traditions les considéraient simplement comme de bons amis.

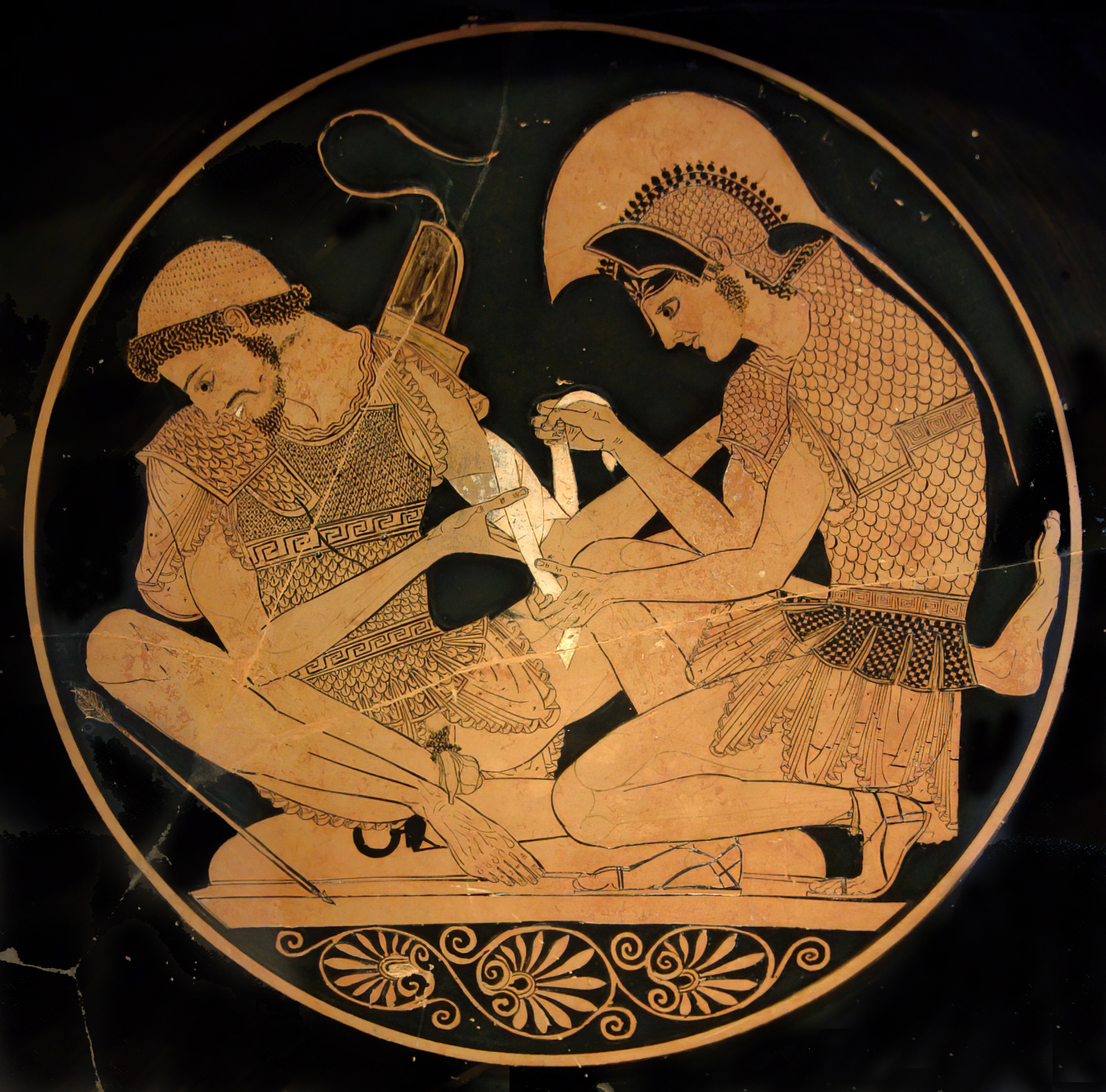
Achille pansant Patrocle, kylix à figures rouges du peintre de Sôsias,, Staatliche Museen (Berlin).

## Homosexualité féminine
Les sources concernant l'homosexualité féminine sont peu nombreuses. Sappho, poétesse lyrique du VIIe siècle av. J.-C., native de l'île de Lesbos, est connue pour ses poèmes où elle exprime son amour pour les jeunes filles.
Des relations sexuelles entre jeunes femmes et femmes plus âgées sont attestées à Sparte. Ces relations ont pu jouer un rôle similaire à celui de la pédérastie chez les jeunes hommes.